# Unitat de control electrònic
Una Unitat de Control Electrònic o ECU (de l'anglès, Electronic Control Unit), també coneguda com a centraleta electrònica, és un dispositiu electrònic normalment connectat a una sèrie de sensors que li proporcionen informació i d'actuador que executen les seves ordres. Una centraleta electrònica compta amb programari la lògica del qual li permet prendre decisions (operar els actuadors) segons la informació de l'entorn proporcionada pels sensors.
La Unitat de Control Electrònica (ECU) controla el sistema d'injecció de combustible, cronometratge d'ignició, i el sistema de control de velocitat. Els ECU també interrompen el funcionament de l'aire condicionat i els sistemes d'EGR, i controla el bombeig del combustible (a través del relè de control). L'ECU consta d'un microprocessador, memòria d'accés aleatori (RAM), memòria només de lectura (ROM), i una interfície d'entrada/sortida.
Basat en informació des dels sensors entrada (temperatura de coolant de motors, pressió baromètrica, flux aeri, etc.), l'ECU determina escenes òptimes per als accionadors de sortida (injecció, velocitat mandrosa, cronometratge d'ignició, etc.).
Altres termes per a ECU inclouen Mòdul de Control Electrònic (ECM), Mòdul de Control Central (CCM), unitat de control, o mòdul de control. En conjunt, aquests sistemes de vegades són referits com l'ordinador del cotxe. (Tècnicament no hi ha un sol ordinador, sinó diversos.)
Alguns vehicles de motor moderns tenen fins a 80 ECUs. El programari integrat en les ECUs segueix augmentant en nombre de línies, la complexitat i sofisticació. La gestió de la creixent complexitat i el nombre d'ECUs en un vehicle s'ha convertit en un desafiament clau per als Fabricants d'Equips Originals (OEM).
En l'electrònica de l'automòbil, la unitat de control electrònic (ECU) és un terme genèric per a qualsevol sistema encastat que controla un o més dels sistemes elèctrics o subsistemes en un vehicle de motor.
Altres termes d'ecus incloure mòdul de control electrònic (ECM), el mòdul de control central (CCM), unitat de control, o mòdul de control. En conjunt, aquests sistemes són de vegades com l'equip del cotxe. (Tècnicament no hi ha un sol equip, sinó diverses.)
Alguns vehicles de motor moderns tenen fins al 80 ecus. El programari integrat en ecus segueixen augmentant en nombre de línies, la complexitat i sofisticació [1]. Gestió de la creixent complexitat i el nombre d'ecus en un vehicle s'ha convertit en un desafiament clau per als fabricants d'equips originals

## Funció
Els dispositius de control generalment actuen sota el principi d'IPO (en anglès, sigles d'Input-Process-Output, que vindria a ser "entrada-processament-sortida"). Aquests determinen una característica física com la velocitat, posició, pressió, temperatura, etc. i la comparen amb la unitat de control introduïda o amb un model calculat de referència instantani.

## Aplicacions en el sector de l'automòbil

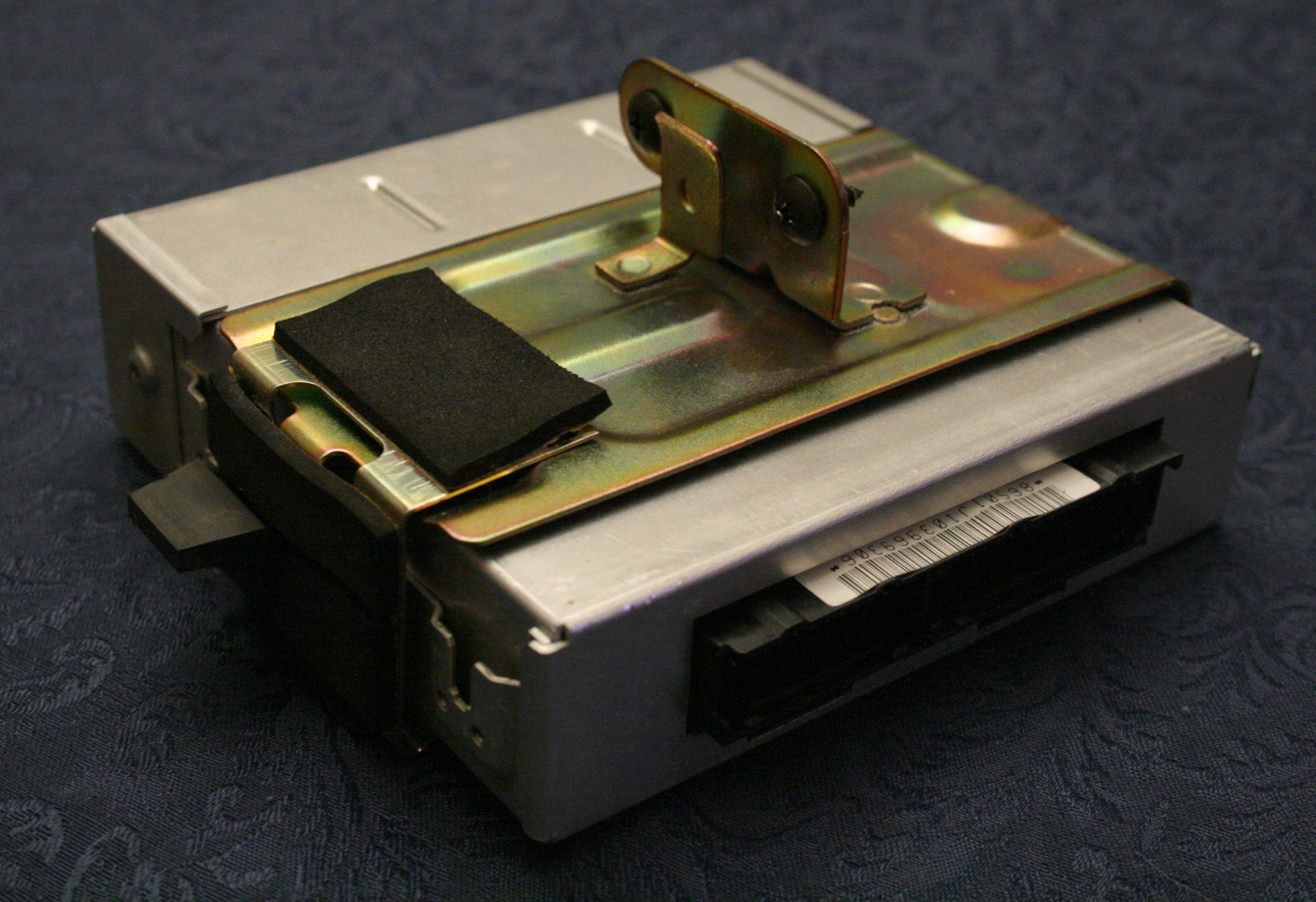
Centraleta Electrònica amb suport metàl·lic

A l'electrònica de l'automòbil, una centraleta electrònica, és un sistema integrat que controla almenys un subsistema elèctric en el vehicle. Les últimes generacions de vehicles sofisticats poden arribar a rondar les 100 centraletes electròniques, entre les quals cal destacar:
- Centraleta electrònica del motor
- Centraleta electrònica de la transmissió, aquest i l'anterior es poden combinar i referir-se com a mòdul de control de powertrain (PCM)
- Centraleta electrònica del coixí de seguretat (Airbag, ACU):

Un coixí de seguretat és un sistema de seguretat de vehicle. És un sobre flexible dissenyat per inflar-se ràpidament durant una col·lisió d'automòbils, per impedir als ocupants de vehicle topin amb objectes de l'interior com el volant o una finestra. Els vehicles moderns poden contenir coixins de seguretat múltiples en diversos costat i localitzacions frontals del passatger que les posicions d'aforament, i els sensors poden desplegar un o més coixins de seguretat en una zona d'impacte a proporcions variables basades en el tipus i severitat d'impacte; el coixí de seguretat està dissenyat per només inflar-se en accidents frontals severs. Els coixins de seguretat estan dissenyats normalment amb la intenció de complementar la protecció d'un ocupant que es refrena correctament amb un seatbelt. La majoria dels dissenys s'inflen a través de mitjà pirotècnic i només es poden fer servir una vegada.
Els primers dissenys comercials s'introduïen a automòbils de passatgers durant els anys 1970 amb l'èxit limitat. Adopció comercial ampla de coixins de seguretat acudits en molts mercats durant els últims anys 1980 i primer 1990 amb dos coixins de seguretat perquè els ocupants del davant, i molts vehicles moderns ara n'inclouen quatre o més unitats.
- Centraleta electrònica telefònica
- Interfície Home Màquina (de l'anglès Man Machine Interface - MMI)
- Centraleta electrònica a les portes
- Centraleta electrònica del seient
- Centraleta electrònica per al sistema climàtic
- Centraleta electrònica del tauler d'instruments
- Centraleta electrònica del ABS
- Centraletes electròniques per garantir l'estabilitat del vehicle com ESP
- Centraletes electròniques per al control de tracció del vehicle (Traction Control System)
- Centraletes electròniques per al control de la velocitat
- Centraletes electròniques per al control de la conveniencia (CCU)
- Centraletes electròniques de la bossa d'aire (ACU)

Aquestes centraletes electròniques (ECU's) van connectades a diferents sensors repartits per diferents parts del vehicle. Cada sensor mesura uns determinats paràmetres, i la informació que recullen la transmeten a les diferents ECU que té el vehicle. Quan la unitat de control detecta alguna anomalía en el funcionament, actua en conseqüència per a corregir-la.
En l'Ecu hi ha un xip que funciona segons un programa amb les especificacions i rangs per als paràmetres mencionats anteriorment. Si es modifica aquesta informació, les instruccions canviaran i d'aquesta manera és possible obtenir un millor funcionament. Permet un millor aprofitament de la funció del motor.
Tenir sota control totes les centraletes electròniques així com la seva complexa intercomunicació s'ha convertit en un dels grans reptes de la indústria automobilística.
Si bé amb el temps es fusionen centraletes electròniques per estalviar costos, pes i missatges en el bus d'intercomunicació, sempre sorgeixen noves centraletes complint noves funcions, com poden ser els sistemes de càmeres de 360 graus o les centraletes per al control dels remolcs posteriors.
Les ECUs determinen la quantitat de combustible, el punt d'ignición i altres paràmetres monitorizando el motor a través de sensors. Aquests inclouen: sensor MAP, sensor de posició de l'accelerador, sensor de temperatura de l'aire, sensor d'oxigen i molts altres. Freqüentment això es fa usant un control repetitiu (com un controlador PID).
Alguns cotxes moderns poden tenir fins a 70 ECUs per exemple la unitat de control de motor també denominada PCM (powertrain control module) control de transmissió, TCU (transmission control unit) unitat de control telefonic entre d'altres...
Control d'injecció de combustible
Per a un motor amb injecció de combustible, una ECU o unitat de control del motor, es determinarà la quantitat de combustible a injectar basa en una sèrie de paràmetres. Si l'accelerador s'estreny més avall, s'obrirà el cos de l'accelerador i permetre que més aire que es va ficar en el motor. L'ECU injectarà més combustible segons la quantitat d'aire que passa pel motor. Si el motor no s'ha escalfat, però, més combustible s'injecta (que causa que el motor funcioni una mica "rics" fins que el motor s'escalfa).
S'avaluen els senyals procedents del sensor i tenint en compte la posició del cigonyal que indica en quin temps es troba cada cilindre la centraleta sap en tot moment si hi ha detonacions en el motor i en què cilindre és. Si aquest és el cas, es regula el moment d'encesa en el cilindre afectat retardant en un angle determinat (exemple 3 º de cigonyal). Aquest procés es repeteix per a cada combustió reconeguda com a detonant en cada cilindre. Quan deixen d'aparèixer detonacions es reajusta el moment d'encesa lentament, en petits increments, en el sentit de "avanç", fins a situar en el valor calculat per la unitat de control per a les condicions de funcionament del motor en aquest moment.
Atès que en un motor el límit de detonacions varia d'uns cilindres als altres, ia més en tot el marge de funcionament del motor, de manera que el moment d'encesa de cada cilindre serà independent dels altres cilindres
Aquest tipus de detecció de detonacions selectiva per a cada cilindre permet optimitzar el rendiment del motor i el consum de combustible.

## Història
Dissenys digitals híbrids
Els dissenys digital/analògic híbrids eren populars el 1980. Això utilitzava tècniques analògiques per mesurar i processar paràmetres d'aportació des del motor, llavors utilitzava una taula mirada amunt emmagatzemada en un xip de memòria només de lectura digital per produir valors de sortida precomputats. Els sistemes posteriors computen aquestes sortides dinàmicament. El tipus de memòria només de lectura de sistema és flexible a afinar si un sap el sistema bé. El desavantatge de tals sistemes és que els valors precomputats són només òptims per a un motor idealitzat, nou. Com el motor es desgasta, el sistema és menys capaç de compensar que un CPU basat sistema.